# Hyper-V
Hyper-V és un hipervisor natiu desenvolupat per Microsoft; pot crear màquines virtuals en sistemes x86-64 amb Windows. S'inclou a les edicions Pro i Enterprise de Windows (des de Windows 8) com a característica opcional que s'ha d'habilitar manualment. Un ordinador servidor que executa Hyper-V es pot configurar per exposar màquines virtuals individuals a una o més xarxes.

## Visió general
Amb nom en clau Viridian i conegut breument abans del seu llançament com a Windows Server Virtualization, es va incloure una versió beta amb certes edicions x86-64 de Windows Server 2008. La versió final es va publicar el 26 de juny de 2008 i es va lliurar a través de Windows Update. Des de llavors, Hyper-V s'ha publicat amb totes les versions de Windows Server a partir de la versió 2012, substituint Microsoft Virtual Server, i a partir de Windows 8, Hyper-V ha estat el component de virtualització de maquinari per a ordinadors personals, substituint Windows Virtual PC.

Microsoft proporciona Hyper-V a través de dos canals:
1. Part de Windows: Hyper-V és un component opcional de Windows Server 2008 i posteriors. També està disponible a les SKU x64 de les edicions Pro i Enterprise de Windows 8, Windows 8.1, Windows 10 i Windows 11.
2. Servidor Hyper-V: és una edició gratuïta de Windows Server amb funcionalitat limitada i component Hyper-V.[8]

### Servidor Hyper-V
Hyper-V Server 2008 es va llançar l'1 d'octubre de 2008. Consta del Windows Server 2008 Server Core i el rol Hyper-V; altres rols del Windows Server 2008 estan desactivats i hi ha serveis de Windows limitats. Hyper-V Server 2008 es limita a una interfície de línia d'ordres que s'utilitza per configurar el sistema operatiu amfitrió, el maquinari físic i el programari. Una interfície CLI basada en menús i alguns fitxers de script descarregables gratuïtament simplifiquen la configuració. A més, Hyper-V Server admet l'accés remot mitjançant la connexió a l'escriptori remot. Tanmateix, l'administració i la configuració del sistema operatiu amfitrió i les màquines virtuals convidades generalment es fan a través de la xarxa, mitjançant les consoles d'administració de Microsoft en un altre ordinador amb Windows o el System Center Virtual Machine Manager. Això permet una configuració "apuntar i fer clic" molt més fàcil i la supervisió del servidor Hyper-V.
Hyper-V Server 2008 R2 (una edició de Windows Server 2008 R2) va estar disponible el setembre de 2009 i inclou Windows PowerShell v2 per a un major control de la CLI. L'accés remot a Hyper-V Server requereix la configuració de la CLI de les interfícies de xarxa i el tallafocs de Windows. A més, l'ús d'un PC amb Windows Vista per administrar Hyper-V Server 2008 R2 no és completament compatible.
Microsoft va finalitzar el suport general de la versió gratuïta de Hyper-V Server 2019 el 9 de gener de 2024 i el suport ampliat finalitzarà el 9 de gener de 2029. Hyper-V Server 2019 serà l'última versió del producte gratuït i independent. Hyper-V encara està disponible com a funció al Windows Server 2022 i serà compatible mentre aquest sistema operatiu ho sigui, actualment està previst que finalitzi el suport ampliat el 14 d'octubre de 2031.

## Arquitectura

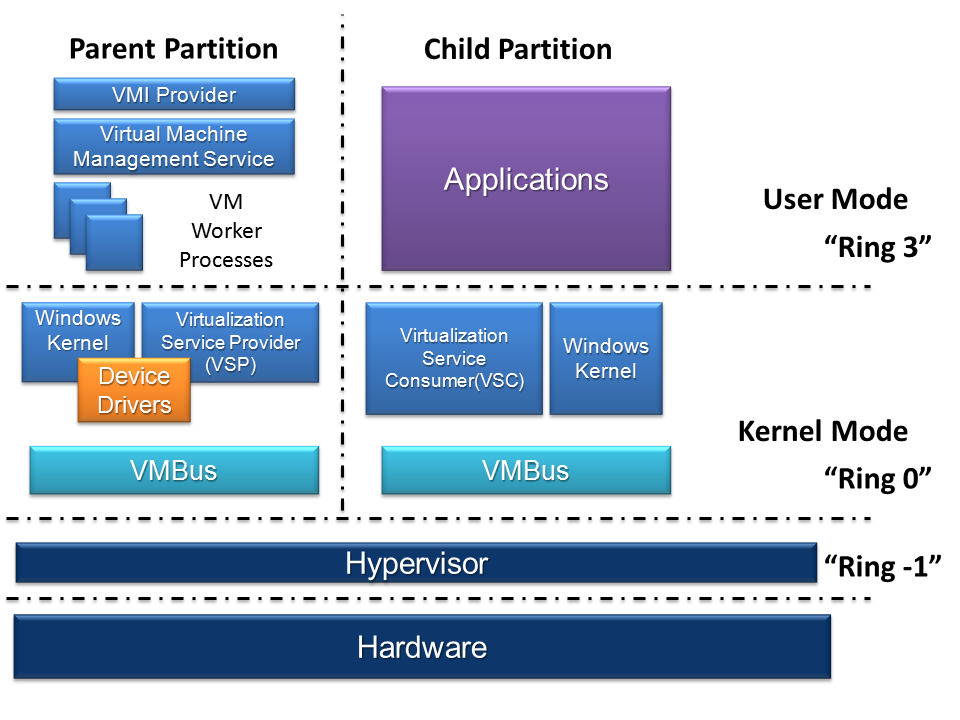
Arquitectura Hyper-V

Hyper-V implementa l'aïllament de màquines virtuals en termes d'una partició. Una partició és una unitat lògica d'aïllament, compatible amb l'hipervisor, en la qual s'executa cada sistema operatiu convidat. Hi ha d'haver almenys una partició principal en una instància d'hipervisor, que executi una versió compatible de Windows. La partició principal crea particions filles que allotgen els sistemes operatius convidats. El proveïdor de serveis de virtualització i el servei de gestió de màquines virtuals s'executen a la partició principal i proporcionen suport per a la partició filla. Una partició principal crea particions filles mitjançant l'API hypercall, que és la interfície de programació d'aplicacions exposada per Hyper-V.
Una partició filla no té accés al processador físic ni gestiona les seves interrupcions reals. En canvi, té una vista virtual del processador i s'executa a l'adreça virtual convidada, que, depenent de la configuració de l'hipervisor, pot no ser necessàriament tot l'espai d'adreces virtuals. Depenent de la configuració de la màquina virtual, Hyper-V pot exposar només un subconjunt dels processadors a cada partició. L'hipervisor gestiona les interrupcions al processador i les redirigeix a la partició respectiva mitjançant un controlador d'interrupcions sintètiques lògic (SynIC). Hyper-V pot accelerar per maquinari la traducció d'adreces dels espais d'adreces virtuals convidats mitjançant la traducció d'adreces de segon nivell proporcionada per la CPU, anomenada EPT a Intel i RVI (anteriorment NPT) a AMD.
Les particions filles no tenen accés directe als recursos de maquinari, sinó que tenen una vista virtual dels recursos, en termes de dispositius virtuals. Qualsevol sol·licitud als dispositius virtuals es redirigeix a través del VMBus als dispositius de la partició principal, que gestionaran les sol·licituds. El VMBus és un canal lògic que permet la comunicació entre particions. La resposta també es redirigeix a través del VMBus. Si els dispositius de la partició principal també són dispositius virtuals, es redirigirà més fins que arribi a la partició principal, on obtindrà accés als dispositius físics. Les particions principals executen un proveïdor de serveis de virtualització (VSP), que es connecta al VMBus i gestiona les sol·licituds d'accés als dispositius de les particions filles. Els dispositius virtuals de partició filla executen internament un client de servei de virtualització (VSC), que redirigeix la sol·licitud als VSP de la partició principal a través del VMBus. Tot aquest procés és transparent per al sistema operatiu convidat.
Els dispositius virtuals també poden aprofitar una funció de virtualització de Windows Server, anomenada Enlightened I/O, per a subsistemes d'emmagatzematge, xarxa i gràfics, entre d'altres. Enlightened I/O és una implementació especialitzada de protocols de comunicació d'alt nivell, com ara SCSI, compatible amb la virtualització, que permet evitar qualsevol capa d'emulació de dispositius i aprofita directament el VMBus. Això fa que la comunicació sigui més eficient, però requereix que el sistema operatiu convidat admeti Enlightened I/O.
Actualment  només els següents sistemes operatius admeten Enlightened I/O, cosa que els permet executar-se més ràpidament com a sistemes operatius convidats sota Hyper-V que altres sistemes operatius que necessiten utilitzar maquinari emulat més lent:
- Windows Server 2008 i posteriors
- Windows Vista i posteriors
- Linux amb un nucli 3.4 o posterior[12]
- FreeBSD[13]

## Requisits del sistema
La funció Hyper-V només està disponible a les variants x86-64 de les edicions Standard, Enterprise i Datacenter de Windows Server 2008 i posteriors, així com a les edicions Pro, Enterprise i Education de Windows 8 i posteriors. A Windows Server, es pot instal·lar independentment de si la instal·lació és completa o bàsica. A més, Hyper-V es pot fer disponible com a part del sistema operatiu Hyper-V Server, que és una edició gratuïta de Windows Server. Sigui com sigui, l'ordinador amfitrió necessita el següent.
- CPU amb les tecnologies següents:
  - Bit NX
  - x86-64
  - Virtualització assistida per maquinari (Intel VT-x o AMD-V)
  - Traducció d'adreces de segon nivell (a Windows 8 i posteriors)[16]
- Almenys 2 GB de memòria, a més del que està assignat a cada màquina convidada

La quantitat de memòria assignada a les màquines virtuals depèn del sistema operatiu:
- El Windows Server 2008 Standard admet fins a 31 GB de memòria per executar màquines virtuals, més 1 GB per al sistema operatiu amfitrió.[17]
- El Windows Server 2008 R2 Standard admet fins a 32 GB, però les edicions Enterprise i Datacenter admeten fins a 2 TB.[18] Hyper-V Server 2008 R2 admet fins a 1 TB.[19]
- El Windows Server 2012 admet fins a 4 Tuberculosi.

El nombre de CPU assignades a cada màquina virtual també depèn del sistema operatiu:
- El Windows Server 2008 i el 2008 R2 admeten 1, 2 o 4 CPU per màquina virtual; el mateix s'aplica a l'Hyper-V Server 2008 R2[20]
- El Windows Server 2012 admet fins a 64 CPU per màquina virtual

També hi ha un nombre màxim de màquines virtuals actives simultàniament.
- El Windows Server 2008 i el 2008 R2 admeten 1, 2 o 4 CPU per màquina virtual; el mateix s'aplica a l'Hyper-V Server 2008 R2[21]
- El Windows Server 2012 admet fins a 64 CPU per màquina virtual

També hi ha un nombre màxim de màquines virtuals actives simultàniament.
- El Windows Server 2008 i el 2008 R2 admeten 384 per servidor;[22] Hyper-V Server 2008 admet el mateix[23]
- El Windows Server 2012 admet 1024 per servidor; el mateix s'aplica a l'Hyper-V Server 2012[24]
- El Windows Server 2016 admet 8000 per clúster i per node[25]

## Limitacions
Àudio
Hyper-V no virtualitza el maquinari d'àudio. Abans de Windows 8.1 i Windows Server 2012 R2, era possible solucionar aquest problema connectant-se a la màquina virtual amb la Connexió a l'escriptori remot a través d'una connexió de xarxa i utilitzant la seva funció de redirecció d'àudio. Windows 8.1 i Windows Server 2012 R2 afegeixen el mode de sessió millorat que proporciona redirecció sense connexió de xarxa.

### Passatge a través de les unitats òptiques
Les unitats òptiques virtualitzades a la màquina virtual convidada són de només lectura. Oficialment, Hyper-V no admet el pas a través de les unitats òptiques del sistema operatiu amfitrió/arrel a les màquines virtuals convidades. Com a resultat, no s'admet la gravació en discs, CD d'àudio ni la reproducció de CD/DVD-Vídeo; tanmateix, existeix una solució alternativa mitjançant el protocol iSCSI. La configuració d'una destinació iSCSI a la màquina amfitriona amb la unitat òptica es pot comunicar amb l'iniciador iSCSI estàndard de Microsoft. Microsoft produeix el seu propi programari iSCSI Target o es poden utilitzar productes alternatius de tercers.

### Maneig de VT-x/AMD-V
Hyper-V utilitza VT-x en virtualització Intel o AMD-V en virtualització AMD x86. Com que Hyper-V és un hipervisor natiu, sempre que estigui instal·lat, el programari de tercers no pot utilitzar VT-x ni AMD-V. Per exemple, l'emulador de dispositius Android Intel HAXM (utilitzat per Android Studio o Microsoft Visual Studio ) no es pot executar mentre Hyper-V està instal·lat.

### Degradació del rendiment
Hyper-V és un hipervisor natiu, i habilitar Hyper-V al sistema operatiu Windows amfitrió és, de fet, fer que Windows amfitrió s'executi en una màquina virtual Hyper-V especialitzada. L'habilitació de Hyper-V pot causar una degradació del rendiment al Windows amfitrió, fins i tot si no s'està executant cap màquina virtual Hyper-V.